# Dante Bini
Dante Bini (Castelfranco Emilia, 22 aprile 1932) è un architetto italiano, noto come l'"architetto delle piramidi", un tipo di struttura che predilige e per la quale ha sviluppato tecniche costruttive innovative.
Bini è uno specialista di sistemi automatizzati per la costruzione di edifici automatizzati e può essere considerato un "visionario", in quanto ha ideato e sta cercando di progettare e realizzare una città piramidale alta 2 004 metri, chiamata per questo "Try 2004" ("La città in aria"), per la città di Tokyo.
È specializzato in strutture spaziali e sistemi di costruzione terrestri ed extra-terrestri (progetto di base lunare autoconfigurante, LunHab) automodellanti.

## Biografia
Dante Bini si è laureato in Architettura presso l'Università di Firenze nel 1962. Nei primi anni di carriera, la sua attività è stata indirizzata alla progettazione e realizzazione su larga scala di tecnologie che spaziavano dagli imballaggi industriali a metodi automatizzati di costruzione. A questo scopo fonda, a metà degli anni sessanta del Novecento, svariate attività professionali e commerciali.
Alla fine degli anni sessanta progetta e realizza una casa per Monica Vitti e Michelangelo Antonioni in Sardegna, utilizzando con successo la tecnica da lui denominata binishell. In Sardegna in quegli anni vengono realizzate altre otto case con la stessa tecnica.
Attualmente la casa di Antonioni e Vitti - nota come La Cupola per la sua forma - versa in stato di abbandono. Sulle vicende legate alla casa: Niklas Maak, "Das Kuppelhaus -- Liebe in Beton an der Costa Paradiso", Frankfurter Allgemeine, 24 giugno 2012. A gennaio 2020 l'associazione De Rebus Sardois ha lanciato una petizione per salvarla chiedendo l'intervento delle istituzioni.
Alla fine del decennio successivo, comincia le sue collaborazioni accademiche e professionali a livello internazionale, che lo porteranno ad operare dagli USA all'URSS fino agli inizi degli anni 1980. Ma, nel frattempo, è l'Australia il luogo dove la sua attività trova i maggiori sviluppi e dove egli si stabilisce con la famiglia. Qui ha l'opportunità di sperimentare le tecniche di costruzioni di piramidi, intese in senso lato.
Alcune delle sue costruzioni sono infatti a forma di cupola ma sfruttano le stesse tecniche costruttive che Bini utilizza anche per le piramidi, edifici estremamente solidi una volta terminati, ma estremamente fragili durante le fasi costruttive. Con queste tecniche, egli propone soluzioni allo storico problema architettonico della costruzione delle cupole.
Un altro terreno di sviluppo e progettazione è quello dei componenti costruttivi prefabbricati ed originali per le soluzioni che propongono, che nel corso degli anni sottopone a suoi brevetti, col nome di "Bini-Systems".
Dal 1981 si stabilisce negli USA. Tra il 1988 e il 1989 inventa il "Pak-Home", un sistema di costruzione di abitazioni a basso costo e prodotto in serie e a prova di terremoto e di alluvione. I componenti possono essere prodotti in fabbriche mobili, particolarmente adatte a paesi in via di sviluppo, dove è utile avere una produzione "a domicilio", ma per brevi periodi.
Nel 1990 lavora al progetto per l'infrastruttura a costruzione semi-automatica per una città di 600 000 abitanti, alta circa 1 600 metri ("Tower City"). I primi studi per "Try 2004" risalgono al 1991 e si riferiscono a una città di un milione di abitanti, sviluppata su una struttura piramidale altamente automatizzata e a trasporto pubblico ad energia elettrica, basata su tapis roulants e non su mezzi di locomozione individuali. Per molti versi, le idee di Bini possono essere accostate al concetto di arcologia sviluppato da Paolo Soleri.
Nel 1993 è stato incaricato da una corporate giapponese (Shimizu Corporation, Tokyo) di progettare tre soluzioni completamente nuove per altrettanti nuovi stadi di calcio per i Campionati mondiali del 2002.
La sua società di consulenza di architettura, la Binistar, ha uffici negli USA e in Italia.